# De Bonk

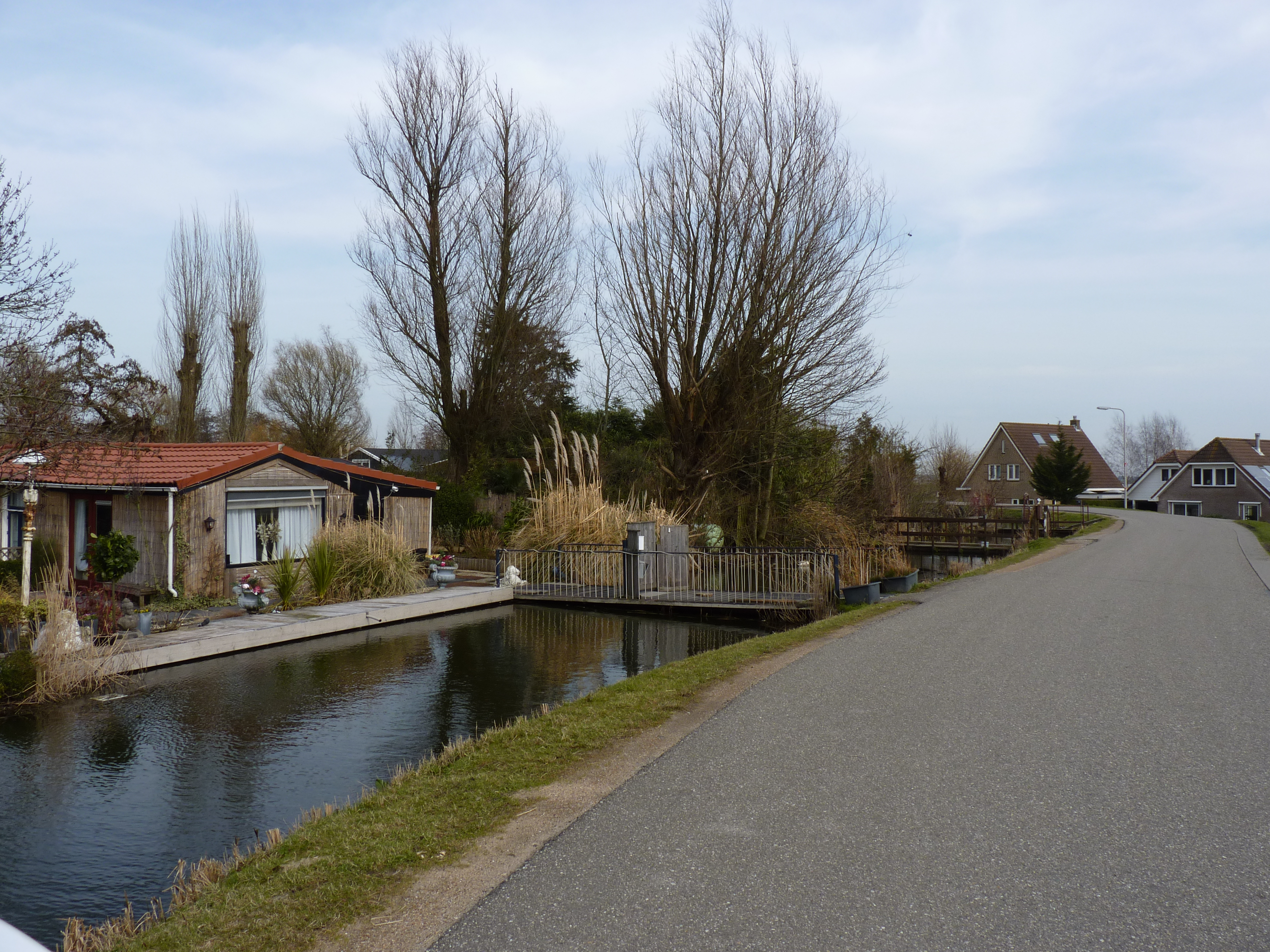
Vakantieoord 'De Bonk'

De Bonk is een bungalowpark met zomerhuisjes bij de buurtschap de Vijfhuizen in de Nederlandse gemeente Zuidplas.
Het bungalowpark ligt op een grote strook buitenland langs de Linker Rottekade. De Bonk bestond vroeger uit drassige rieteilandjes die hier bonken of rietbonken worden genoemd. Ook in de Rottemeren lagen aan de Rottekade tussen het Zevenhuizer Verlaat en de Vijfhuizen (hier vroeger Strekkade genoemd) meerdere bonken, die in de jaren 1990 weggebaggerd zijn. 
Een deel van het gebied bestaat uit rietland en heeft de bestemming 'natuur'.
Anno 2016 staan er op de Bonk meer dan tachtig recreatiewoningen waarvan een aantal permanent bewoond is. De recreatiewoningen zijn grotendeels eigendom van de bewoners, maar de percelen waarop de huisjes staan zijn overwegend in erfpacht uitgegeven door een Rotterdamse juweliersfamilie. De bewoners habben vaak met het hoge waterpeil van de Rotte te kampen.

## Geschiedenis
In de eerste helft van de 20e eeuw waren de bonken een stortplaats voor Rotterdams stadsvuil. Daarna werd het gebied als kampeerterrein verhuurd en werd er een aantal houten huisjes neergezet. In 1934 stond het terrein te koop en in 1936 werd het terrein voor de plaatsing van zomerhuisjes aangeboden. Er was ook kritiek op de bebouwing. Een tijdlang bestond er een geregelde verbinding met een plezierboot van het Strooveer in Rotterdam via de Rotte naar het uitspanningsterrein. In 1940 vonden enige door bombardementen dakloos geraakte Rotterdammers er een tijdelijk onderkomen. Direct langs de Rotte stond op een van de bonken het botenhuis De Blauwe Wimpel van Lelieveld, dat in 1949 afbrandde en werd herbouwd als jacht- en scheepswerf. In het midden van een van de andere bonken stond het café van Clazing, dat later werd verplaatst naar de rand langs de Rottekade en van daaraf De Poppenkast heette. Het café sloot eind jaren 1970.

## Fotogalerij

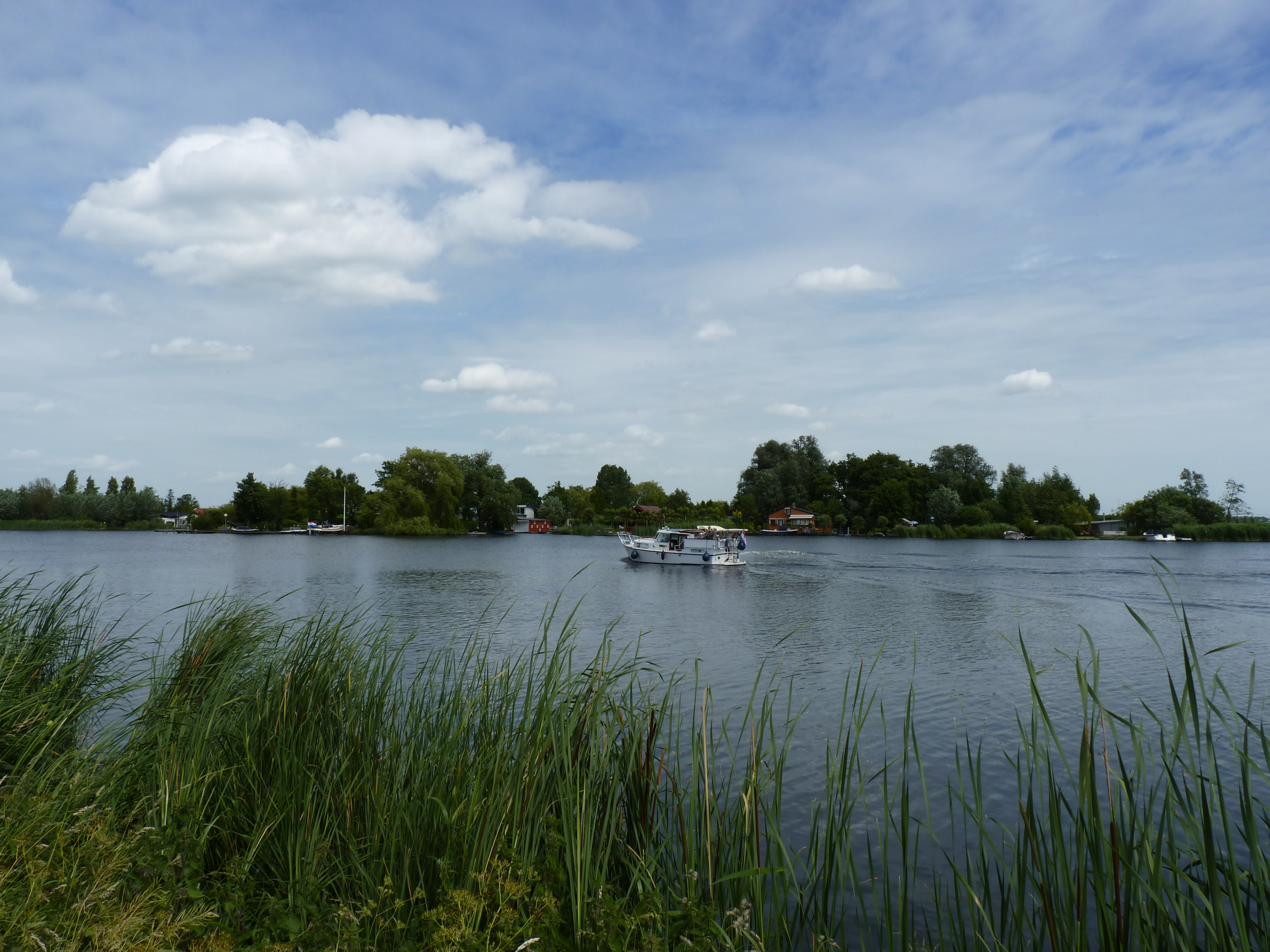
De Bonk, gezien vanaf de Rotte
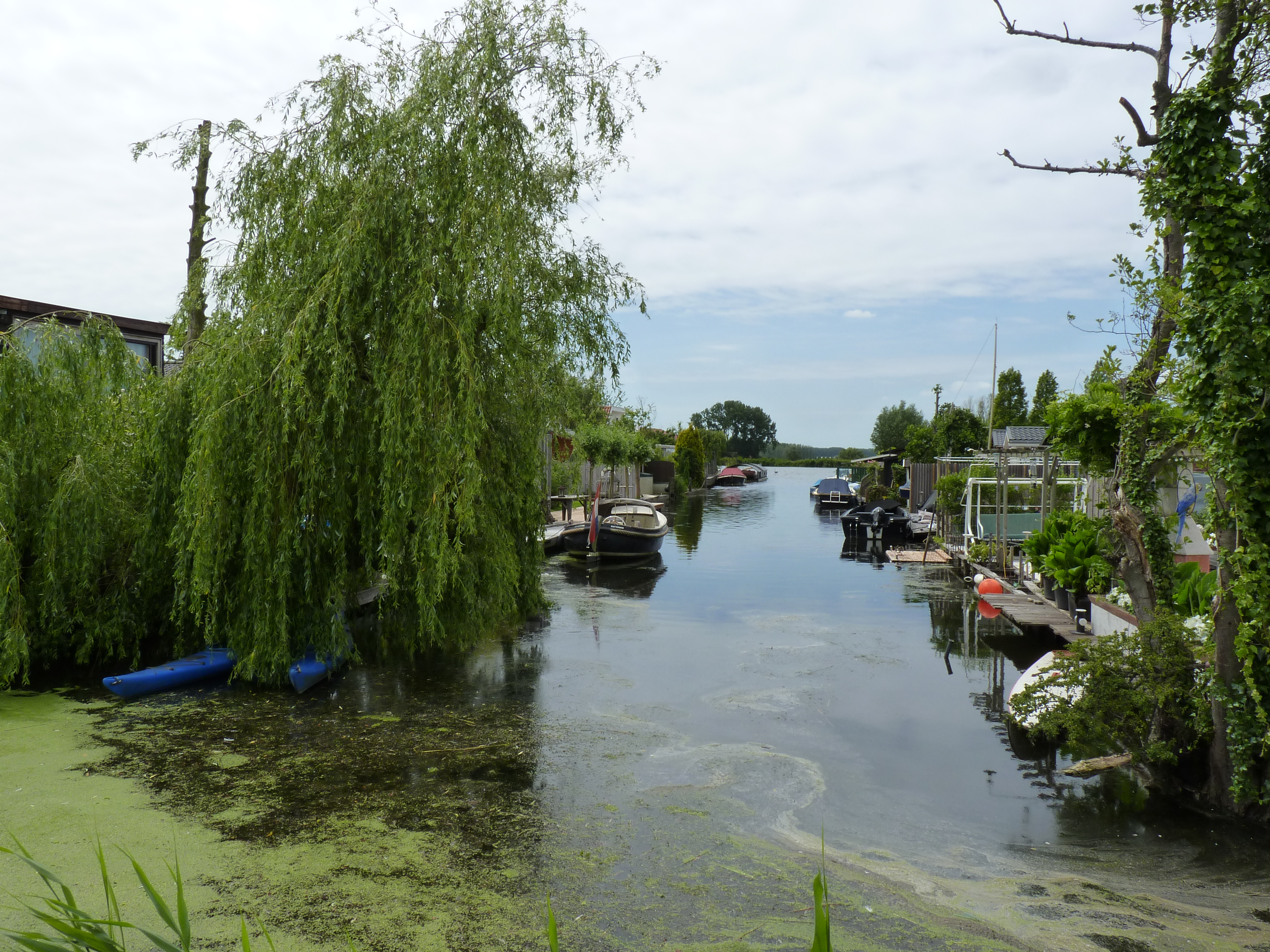
Watergang tussen twee bonken
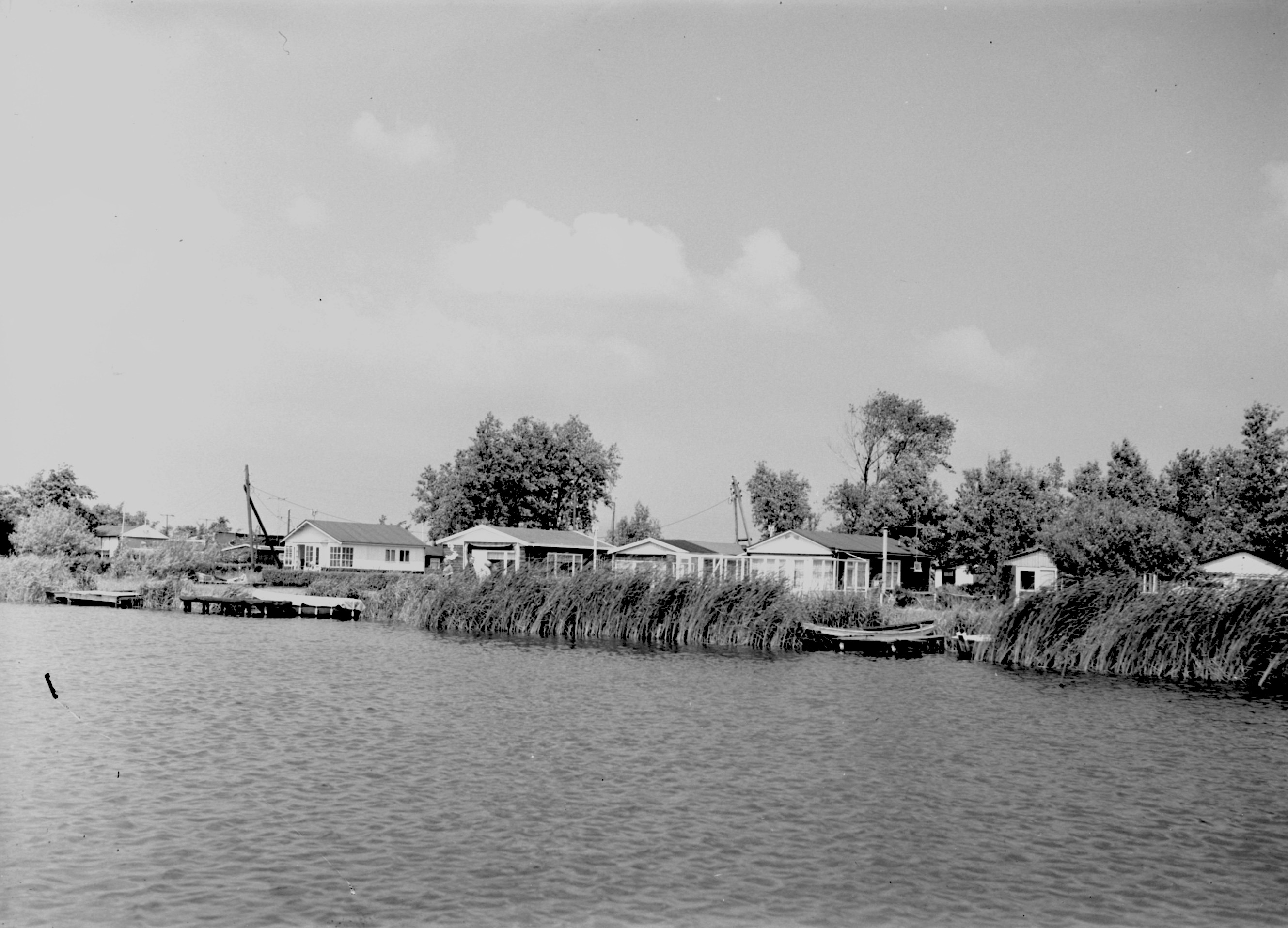
De Bonk in 1969
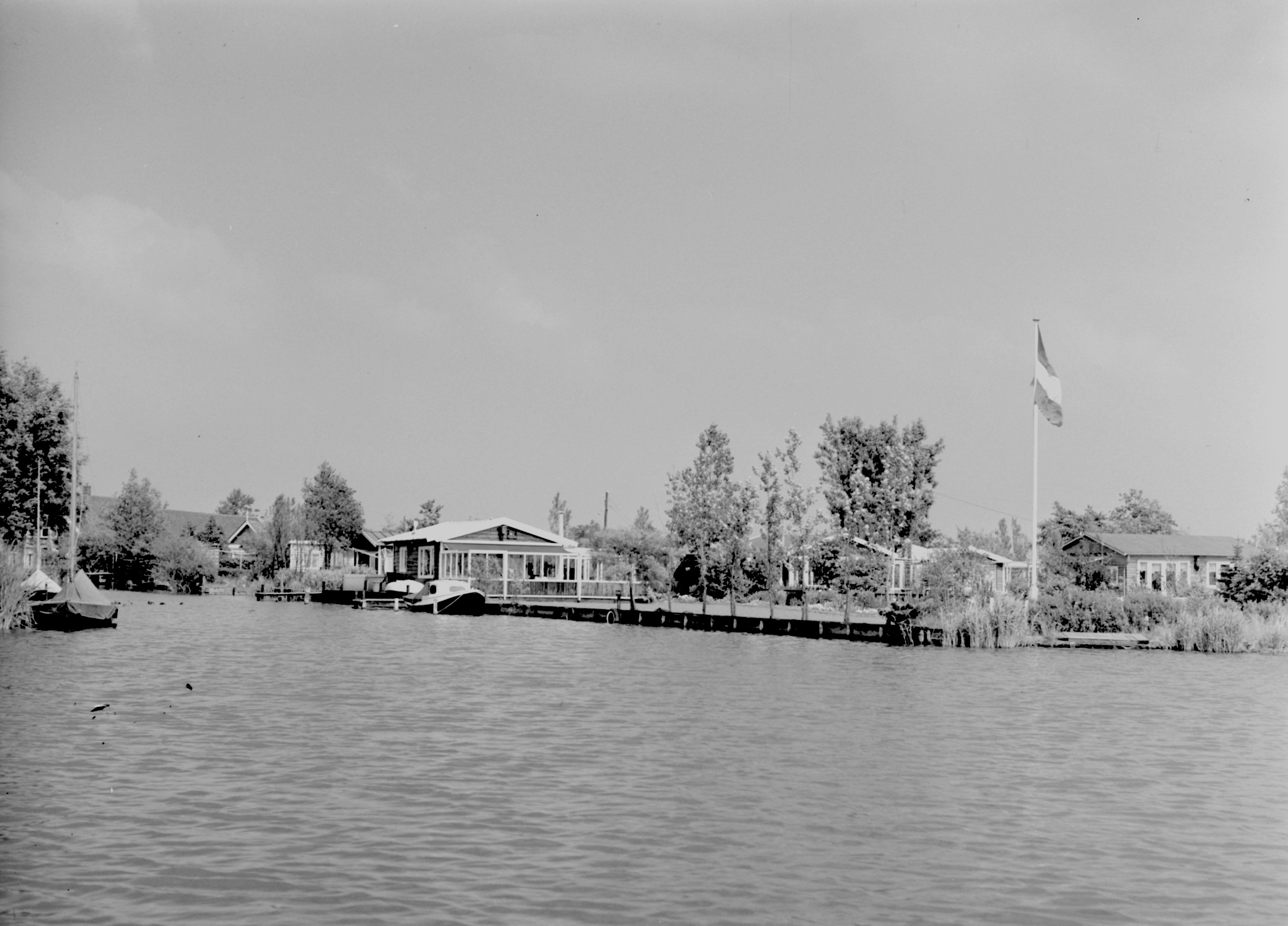
De Bonk in 1969